# Pseudoamallothrix inornata
Pseudoamallothrix inornata är en kräftdjursart som först beskrevs av Esterly 1906.  Pseudoamallothrix inornata ingår i släktet Pseudoamallothrix och familjen Scolecitrichidae. Inga underarter finns listade i Catalogue of Life.